# Эроманга
Эроманга (англ. Erromango) — остров в архипелаге Новые Гебриды. Принадлежит Республике Вануату, входит в состав провинции Тафеа. Ранее был известен под названием остров Мучеников, поскольку в XIX веке здесь от рук местных жителей погибло немало миссионеров.

## География
Эроманга — крупнейший остров провинции Тафеа и четвёртый по площади остров Вануату. Его площадь составляет 888,1 км².
Остров расположен в южной части архипелага Новые Гебриды в Тихом океане. К северо-западу находится остров Эфате, к югу — остров Танна, к юго-востоку — остров Анива. От ближайшего материка — Австралии — Эромангу отделяют 1100 км. С восточной стороны остров омывается Тихим океаном, с других сторон — Коралловым морем.
Эроманга имеет вулканическое происхождение, хотя здесь также есть террасы кораллового происхождения высотой до 250 м. В восточной части находятся вулканические конусы, сформировавшиеся в эпоху голоцена. Горы Рантоп, Нагат и Оуленоу — небольшие стратовулкан. Подводный вулкан между полуостровом и близлежащим Ветеману в последний раз извергался в 1881 году.. Высшая точка острова — гора Рантоп (886 м).
Климат на Эроманге влажный тропический. Среднегодовое количество осадков составляет 1500 мм. Остров подвержен землетрясениям, циклонам.

## История
Точное время колонизации южных островов архипелага Новые Гебриды неизвестно, так как на них не найдены какие-либо гончарные изделия или другие археологические объекты. Вполне возможно, что поселенцы прибыли сюда с западной части Соломоновых островов. Европейским первооткрывателем острова стал в 1774 году английский путешественник Джеймс Кук.
В 1825 году ирландский торговец Питер Диллон (англ. Peter Dillon) открыл на Эроманге огромные леса сантала. С тех пор этот остров, а впоследствии и другие — Эфате, Анейтьюм и Эспириту-Санто, — становится центром торговли этим деревом. Сейчас вырубка сантала практически прекращена. Остров также является местом произрастания деревьев агатис и таману. В прошлом они также интенсивно вырубались, но в настоящее время леса в основном восстановлены.
В середине XIX века на Эроманге стали появляться первые миссионеры, однако их деятельность была первоначально безрезультатной и даже смертельно опасной. Например, на острове местными жителями были убиты и съедены известный религиозный деятель из Лондонского миссионерского общества Джон Уильямс и его спутник Джон Харрис.
30 июня 1980 года Новые Гебриды получили независимость от Великобритании и Франции, и остров Эроманга стал территорией Республики Вануату.
В марте 1906 года Эроманга, как и другие острова Новых Гебрид, стал совместным владением Франции и Британии, то есть архипелаг получил статус англо-французского кондоминиума.

## Население
В 2009 году численность населения Эроманги составляла 1959 человек. Крупнейшие деревни — Порт-Нарвин и Диллонс-Бей (Апонгкор). Основное занятие местных жителей — сельское хозяйство. Развивается лесное хозяйство. На острове действуют две взлётно-посадочные полосы.
Исторически на острове были распространены четыре языка из южно-вануатской подгруппы южно-меланезийских языков: сорунг, ифо, сиэ, ура. Однако сейчас сорунг и ифо практически вымерли.
Основными языками общения на острове являются бислама, французский и английский, хотя также используются местные языки:
- сие (1352 носителя в 2000 году; распространён также на других южных островах Вануату),
- ура (6 носителей в 1998 году; распространён в северной части острова)[11].

Ифо — вымерший язык острова.